# ゼロジー
株式会社ゼロジー（英: ZERO-G Inc.）は、日本のアニメ制作会社。

## 概要
アニメスタジオ「スタジオコクピット」からの出向で東映動画で演助進行を務めていたアニメーション監督・演出家の根岸弘が、フリーを経て1991年にアニメイトフィルム企画制作のOVAシリーズ『KO世紀ビースト三獣士』の制作スタッフを集めるために「有限会社ゼロ・G・ルーム」（ゼロ・ジー・ルーム）を創業し、1995年に『SMガールズ・セイバーマリオネットR』で自社制作を開始した。同年12月、版権管理を目的に「株式会社ラディクス」を設立。翌年、竜の子プロダクションのプロデューサーであった植田基生が参加した。
2001年には版権管理に加え、制作自体も行うようになったラディクス本体がゼロ・G・ルームを吸収合併し、企画・制作を一貫して行う体制が確立した。
2005年、ブレインナビなどを傘下に持つ持株会社「ウェッジホールディングス」の100%子会社となり、同年9月、「株式会社ラディクスエースエンタテインメント」に商号を変更。同時に、子会社の「有限会社ラディクス02」を「有限会社ラディクス」に商号変更。2006年10月1日をもってウェッジホールディングス本体に吸収合併され、同日解散した。
子会社の「有限会社ラディクス」は同年12月に株式会社に登記変更し、翌2007年2月1日に同一グループ内のモバニメーションと合併。「株式会社ラディクスモバニメーション」へ商号変更した。12月21日、根岸がウェッジホールディングス取締役を退任した。
2011年6月2日、ウェッジホールディングスとは別資本により「株式会社ゼロジー」を設立、根岸が取締役に就任。2012年9月1日、ラディクスモバニメーションが持つすべてのアニメ関連の権利を当社が取得した。
その後、AICのプロデューサーであった先川幸矢が代表取締役に就任。2016年、当社の初制作元請作品となる『バッテリー』が放送された。
2022年9月、同じくアニメ制作会社であるデジタルネットワークアニメーション（後のセイバーワークス）が合流し、ゼロジーのグループ会社となった。

## 作品

### テレビアニメ
| 開始年 | 放送期間    | タイトル                                                                                | 監督           | アニメーション プロデューサー | 備考                                         |
| ------ | ----------- | --------------------------------------------------------------------------------------- | -------------- | ----------------------------- | -------------------------------------------- |
| 2016年 | 7月 - 9月   | バッテリー                                                                              | 望月智充       | 先川幸矢 宮城夢乃             |                                              |
| 2017年 | 1月 - 3月   | ピアシェ〜私のイタリアン〜                                                              | 桜井弘明       | 宮城夢乃                      |                                              |
| 2017年 | 4月 - 6月   | つぐもも                                                                                | 倉谷涼一       | 先川幸矢                      |                                              |
| 2017年 | 7月 - 9月   | DIVE!!                                                                                  | 鈴木薫         | 先川幸矢 宮城夢乃             |                                              |
| 2018年 | 4月 - 6月   | 奴隷区 The Animation                                                                    | 倉谷涼一       | 河井敬介 渡辺隆之             | 共同制作：TNK                                |
| 2018年 | 4月 - 6月   | ニル・アドミラリの天秤                                                                  | たかたまさひろ | 大林卓司                      |                                              |
| 2018年 | 7月 - 9月   | One Room セカンドシーズン                                                               | 佐久間貴史     | N/A                           |                                              |
| 2018年 | 7月 - 9月   | ぐらんぶる                                                                              | 高松信司       | 持丸健                        |                                              |
| 2018年 | 10月 - 12月 | アイドルマスター SideM 理由あってMini!                                                  | まんきゅう     | 宮城夢乃 渡辺隆之             |                                              |
| 2019年 | 1月 - 3月   | 臨死!!江古田ちゃん                                                                      | 望月智充       | 別府洋一                      | 第4話のみ担当                                |
| 2019年 | 1月 - 3月   | 同居人はひざ、時々、頭のうえ。                                                          | 鈴木薫         | 大林卓司                      |                                              |
| 2020年 | 1月 - 3月   | 理系が恋に落ちたので証明してみた。                                                      | 喜多幡徹       | 渡辺隆之                      |                                              |
| 2020年 | 4月 - 6月   | 継つぐもも                                                                              | 倉谷涼一       | 大林卓司                      |                                              |
| 2020年 | 10月 - 12月 | One Room サードシーズン                                                                 | 上田慎一郎     | N/A                           |                                              |
| 2021年 | 10月 - 12月 | さんかく窓の外側は夜                                                                    | 安田好孝       | 大林卓司                      |                                              |
| 2022年 | 4月 - 6月   | 理系が恋に落ちたので証明してみた。r=1-sinθ                                              | 喜多幡徹       | 渡辺隆之                      |                                              |
| 2023年 | 1月 - 3月   | 異世界のんびり農家                                                                      | 倉谷涼一       | 渡辺隆之                      |                                              |
| 2023年 | 1月 - 3月   | 氷属性男子とクールな同僚女子                                                            | まんきゅう     | 宮城夢乃 持丸健               | 共同制作：リーベル                           |
| 2023年 | 10月 - 12月 | 婚約破棄された令嬢を拾った俺が、イケナイことを教え込む                                  | 浅見隆司       | 先川幸矢 長牛豊               | 共同制作：デジタルネットワークアニメーション |
| 2024年 | 4月 - 6月   | 怪異と乙女と神隠し                                                                      | 望月智充       | 大林卓司                      |                                              |
| 2024年 | 10月 - 12月 | 嘆きの亡霊は引退したい                                                                  | たかたまさひろ | 渡辺隆之                      |                                              |
| 2025年 | 1月 - 3月   | 日本へようこそエルフさん。                                                              | 喜多幡徹       | 浦川章太                      |                                              |
| 2025年 | 1月 - 3月   | Sランクモンスターの《ベヒーモス》だけど、猫と間違われてエルフ娘の騎士として暮らしてます | 平川哲生       | 先川幸矢                      | 共同制作：セイバーワークス                   |
| 2025年 | 7月 -       | ぐらんぶる（Season 2）                                                                  | 高松信司       | 未公表                        | 共同制作：リーベル                           |
| 2025年 | 秋          | 機械じかけのマリー                                                                      | 西村純二       | 未公表                        | 共同制作：リーベル                           |
| 2025年 | 10月 -      | 嘆きの亡霊は引退したい（第2クール）                                                     | たかたまさひろ | 未公表                        |                                              |
| 未公表 | 未公表      | ポンコツ風紀委員とスカート丈が不適切なJKの話                                            | 岩永大慈       | 未公表                        |                                              |

### 劇場アニメ
| 配信年 | タイトル       | 監督     | アニメーション プロデューサー |
| ------ | -------------- | -------- | ----------------------------- |
| 2022年 | ぼくらのよあけ | 黒川智之 | 鈴木良兵                      |

### Webアニメ
| 配信年 | タイトル                                            | 監督           | アニメーション プロデューサー |
| ------ | --------------------------------------------------- | -------------- | ----------------------------- |
| 2020年 | ざしきわらしのタタミちゃん                          | 押切蓮介       | 宮城夢乃                      |
| 2020年 | アイドルマスター シンデレラガールズ劇場 Extra Stage | まんきゅう     | 宮城夢乃                      |
| 2021年 | 天空侵犯                                            | たかたまさひろ | 先川幸矢                      |
| 未公表 | レディ・ナポレオン                                  | 秋田谷典昭     | 未公表                        |

### 制作協力
- パブー&モジーズ（制作協力、制作元請：同友アニメーション、2012年）

### その他
| 年     | タイトル                            | 備考 |
| ------ | ----------------------------------- | ---- |
| 2001年 | しあわせソウのオコジョさん          | IP   |
| 2018年 | 医学予備校プロメディカス 入会編     | CM   |
| 2018年 | 医学予備校プロメディカス 夏季講習編 | CM   |
| 2018年 | 医学予備校プロメディカス 入試編     | CM   |
| 2019年 | 医学予備校プロメディカス 合格編     | CM   |
| 2020年 | あいの里                            | CM   |